# Heidi Caldart
Heidi Caldart (Feltre, 19 ottobre 1983) è un'ex hockeista su ghiaccio italiana.
Con la maglia dell'Agordo ha vinto sei titoli italiani (2000-2001, 2001-2002, 2002-2003, 2006-2007, 2007-2008 e 2008-2009). Dopo lo scioglimento della squadra ha militato nelle compagini che ne hanno portato avanti l'eredità, il Feltreghiaccio prima, l'Alleghe poi.
Ha vestito la maglia azzurra a Torino 2006, ed a sette edizioni del campionato del mondo (1999, 2000, 2001, 2003, 2004, 2005, 2014).
Ha recitato nel film La ragazza del lago di Andrea Molaioli.